# Cobra and Phases Group Play Voltage in the Milky Night
Cobra and Phases Group Play Voltage in the Milky Night è il sesto album discografico in studio del gruppo musicale inglese Stereolab, pubblicato nel 1999.

## Tracce
1. Fuses – 3:40
2. People Do It All the Time – 3:42
3. The Free Design – 3:47
4. Blips, Drips and Strips – 4:28
5. Italian Shoes Continuum – 4:36
6. Infinity Girl – 3:56
7. The Spiracles – 3:40
8. Op Hop Detonation – 3:32
9. Puncture in the Radax Permutation – 5:48
10. Velvet Water – 4:24
11. Blue Milk – 11:29
12. Caleidoscopic Gaze – 8:09
13. Strobo Acceleration – 3:55
14. The Emergency Kisses – 5:53
15. Come and Play in the Milky Night – 4:38

## Formazione
- Tim Gane - chitarra, organo, percussioni, piano, batteria, voce, clarinetto, wurlitzer, clavicembalo elettrico
- Mary Hansen - organo, chitarra, percussioni, piano, batteria, voce, clarinetto, wurlitzer, clavicembalo elettrico
- Lætitia Sadier - voce
- Ramsay Morgan - organo, chitarra, percussioni, piano, batteria, voce, clarinetto, wurlitzer, clavicembalo elettrico
- Sean O'Hagan - organo, chitarra acustica, basso, piano, clavicembalo, clarinetto, arrangiamento ottoni
- Jim O'Rourke - basso, chitarra, percussioni, tastiere, produzione, arrangiamenti archi
- Simon Johns - basso
- Andy Ramsey - batteria, programmazione
- Sophie Harris, William Hawkes, Jacqueline Norrie, Brian G. Wright - archi
- Kev Hopper - sega musicale
- Morgan Lhote - tastiere
- Rob Mazurek - corno
- John McEntire - batteria, tastiere produzione
- Dominic Murcott - marimba
- Mark Bassey, Colin Crawley, Andy Robinson, Steve Wateman - sovraincisioni
- Fulton Dingley - produzione, ingegneria, missaggio